# NGC 81
NGC 81 é uma galáxia espiral (S) localizada na direcção da constelação de Andromeda. Possui uma declinação de +22° 23' 00" e uma ascensão recta de 0 horas, 21 minutos e 13,2 segundos.
A galáxia NGC 81 foi descoberta em 15 de Novembro de 1873 por Ralph Copeland.